# Jevgeni Kisoerin
Jevgeni Vladimirovitsj Kisoerin (Russisch: Евгений Владимирович Кисурин) (Novosibirsk, 28 januari 1969), is een voormalig professionele basketbalspeler die speelde voor het nationale team van Rusland. Hij heeft de medaille gekregen van Meester in de sport van Rusland.

## Carrière
Kisoerin begon zijn profcarrière bij Lokomotiv Novosibirsk. Na een jaar stapte hij over naar Spartak Leningrad. Met Spartak werd hij landskampioen in 1992 van het GOS. In 1993 ging Kisoerin naar APU Udine uit Italië. In 1994 ging hij naar CSKA Moskou. Met CSKA werd Kisoerin twee keer landskampioen van Rusland in 1995 en 1996. In 1996 stapte Kisoerin over naar Cibona Zagreb in Kroatië. Met Cibona werd Kisoerin twee keer landskampioen van Kroatië in 1997 en 1998. In 1998 keerde Kisoerin terug naar CSKA Moskou. Nu werd Kisoerin een keer landskampioen in 1999. In 1999 ging Kisoerin naar Varese Roosters Varese in Italië. In 2000 ging Kisoerin spelen voor Sint-Petersburg Lions. Hij speelde alleen wedstrijden om de EuroLeague. Ook speelde Kisoerin in 2000 voor Anwil Włocławek in Polen. In 2001 ging Kisoerin spelen voor Spartak Sint-Petersburg. Tussen 2003 en 2004 speelde Kisoerin bij verschillende clubs in Rusland. In 2005 ging hij naar Olympique d'Antibes in Frankrijk. In 2006 stopte Kisoerin met basketballen. Na zijn carrière werd Kisoerin basketbalcoach.
In 2007 werd Kisoerin hoofdcoach bij het dames team van Spartak Sint-Petersburg. Na het tweede seizoen stopte Kisoerin bij Spartak. In 2012 werd Kisoerin assistent-coach bij de heren van Spartak Sint-Petersburg. In 2013 werd Kisoerin tot het einde van het seizoen hoofdcoach van Spartak. in 2013 werd Kisoerin weer assistent-coach. In 2015 werd Kisoerin hoofdcoach van Spartak Primorje Vladivostok. In 2016 werd Kisoerin hoofdcoach van het jeugd team Chimki-Podmoskovje Oblast Chimki. In 2019 ging Kisoerin als assistent-coach aan de slag bij het vrouwen team van Dinamo Moskou.

## Erelijst
- Landskampioen GOS: 1
  - Winnaar: 1992
- Landskampioen Rusland: 3
  - Winnaar: 1995, 1996, 1999
- Landskampioen Kroatië: 2
  - Winnaar: 1997, 1998
- Wereldkampioenschap:
  - Zilver: 1994, 1998
- Europees Kampioenschap:
  - Brons: 1997